# Nasty Boys (catch)
Pour les articles homonymes, voir Nasty Boys.
Palmarès
AWA Southern Tag Team Championship (2 fois)
NWA Florida Tag Team Championship (10 fois)
WCW World Tag Team Championship (3 fois)
WWF Tag Team Championship (1 fois)
XWF World Tag Team Championship (1 fois)
NAWA Tag Team Championship (1 fois)
PWF Tag Team Championship (1 fois)
SAPC Tag Team Championship (1 fois).
The Nasty Boys est une équipe de catch composée de Brian Knobbs et Jerry Sags née à Allentown, Pennsylvanie.

## Carrière
Contrairement à la plupart des équipes professionnelles de catch, Jerry Sags et Brian Knobbs sont des amis d'enfance (tous deux venus de Whitehall Township, Pennsylvanie) alors que la plupart des équipes au catch sont souvent associés par les books). Ils ont commencé leur carrière à l'American Wrestling Association en 1985 et a commencé à faire équipe ensemble comme The Nasty Boyz en 1986. En 1988, ils sont allés à la Florida Championship Wrestling où ils ont remporté cinq Tag Team Championship entre 1989 et 1990.

### World championship Wrestling (1990)
En 1990, les Nasty Boys rejoint le National Wrestling Alliance Affiliate Jim Crockett Promotions qui sera bientôt rebaptisé World Championship Wrestling. Ils ont d'abord rivalisé avec Rick et Scott Steiner mais étaient incapables de vaincre les Steiner Brothers pour le WCW United States Tag Team Championship.

### World Wrestling Federation (1990)
The Nasty Boys ont quitté la WCW en décembre 1990 et ont rejoint la World Wrestling Federation. Avec leurs gestionnaire Jimmy Hart, ils ont annoncé leur intention de "Nastisier la WWF". Après être devenus les challengers numéro un au WWF Tag Team Championship en remportant bataille royale à sept équipes sur le 16 février 1991 en éliminant en dernier la Legion of Doom. Ils ont battu The Hart Foundation pour le WWF World Tag Team Championship à WrestleMania VII Et ont gardé les titres jusqu'à SummerSlam 1991, défaits par la Legion of Doom dans un Street Fight. Ils ont fait un face-turn à l'automne 1992 pour rivaliser avec Money Inc. (managés par Jimmy Hart) pour les titres par équipe, mais ont été incapables de récupérer l'or.

### Retour a la World championship Wrestling (1993-1997)
The Nasty Boys sont retournés à la WCW en 1993, où ils ont été managés par Missy Hyatt. Hyatt a quitté les Nasty Boyz après leur règne d'abord en tant WCW World Tag Team Champions. En 1996, la New World Order leur a proposé de faire partie de la nWo, mais les attaqua dès qu'ils ont reçu leur t-shirts. Après un désaccord, Saggs quitta la fédération et Knobbs commencé à convoiter le WCW Hardcore Championship.
The Nasty Boys ont été brièvement réunis dans l'éphémère XWF.

### Retour a la WWE (2007-2009)
Le 20 novembre 2007, Brian Knobbs et Jerry Saggs réformée The Nasty Boys à la WWE SmackDown! contre Dave Taylor et Drew McIntyre.
Le 21 novembre 2009, ils ont participé au Hulkamania Tour en Australie, à Melbourne, en Australie et ont vaincu Black Pearl et Vampire Warrior dans un Street Fight.

### Total Nonstop Action (2010)
Le 4 janvier 2010, The Nasty Boys ont fait une apparition à la Total Nonstop Action Wrestling, où ils ont saccagé le vestiaire de la Team 3D. Cela a occasionné une feud, les deux équipes échangeant des attaques physiques. Le 21 janvier à Impact!, les Nasty Boys disputé son premier match avec la TNA, en battant Eric Young et Kevin Nash. À TNA Against All Odds, The Nasty Boys vaincu Team 3D dans un match par équipe, quand Jimmy Hart a fait son retour et est intervenu dans le match "au nom des Nasty Boys". Le 25 février à Impact!, Team 3D a défait les Nasty Boys dans un Tables match après une intervention de Jesse Neal. Le 15 mars à Impact !, avant le show, ils ont tabassé Jesse Neal, Knobbs lui portant notamment une Powerbom sur une table. Ils ont fait équipe avec Hart contre Team 3D lors du show, mais Neal étant indisponible, les Dudley se sont retrouvés seuls. Mais Brother Runt effectua son retour. Les Nasty s'imposèrent quand même et installèrent une table sur le ring, mais Jesse Neal arriva et la Team 3D fit passer Saggs à travers la table. Le 4 avril 2010, la TNA annonce leur renvoi.

### Pro Wrestling Syndicate
Lors de Five Year Anniversary, ils perdent contre Mark Modest et Mike Matixx dans un Gauntlet Match qui comprenait aussi Enhancement Talent, Team Energy et The Phat Pack.

### Vie privée
Knobbs s'est marié avec Toni (la sœur de la femme de Greg “The Hammer” Valentine) 
depuis janvier 1994. Le couple n'a aucun enfant. Il est un ami proche de Hulk Hogan.

## Palmarès
- American Wrestling Association
  - AWA Southern Tag Team Championship (2 fois)

- National Wrestling Alliance
  - NWA Florida Tag Team Championship (5 fois)

- Pro Wrestling Illustrated
  - PWI Tag Team of the Year en 1994
  - Classés 53e au classement des meilleures équipes en 2003

- World Championship Wrestling
  - WCW World Tag Team Championship (3 fois)

- World Wrestling Federation
  - WWF Tag Team Championship (1 fois)

- X Wrestling Federation
  - XWF World Tag Team Championship (1 fois)